# 改土归流
改土归流又稱土司改流、廢土改流，是指朝廷廢除原來統治少數民族的土司，派任流官。始於明代初期的永乐年间，到清朝雍正年间大规模实行。

## 背景
土司制度是在唐宋时期羁縻州县制的基础上发展而成的，其实质是“以土官治土民”，承認各少数民族的世襲首领地位，給予其官職頭銜，以进行间接统治；由於朝廷實力不夠，敕詔命令实际上并没有能够得到實施。
有些土官以世襲故，恣肆虐殺百姓，為患邊境，“汉民被其摧残，夷人受其荼毒。”。甚至土司家族內部發生械鬥或是戰爭：康熙三十八年（1699年），东川彝族禄氏家族因争夺土府继承权，互相残杀。

## 过程
为了完全控制西南少數民族，以解決土司割据的积弊的名義，明清两朝的君主，开始酝酿解决这个问题。改土归流一般采取两种办法：“一是从上而下，先改土府，后改土州。二是抓住一切有利时机进行，如有的土官绝嗣，后继无人，或宗族争袭，就派流官接任；土官之间互相仇杀，被平定后，即派流官接任；有的土官犯罪，或反王朝被镇压后，以罪革职，改由流官充任”。
明初的永乐帝，最早在贵州实行改土归流，史称贵州建制。
清雍正时期，国力强盛，朝廷已经有足够的力量加强对少数民族地区的统治。雍正四年（1726年），鄂尔泰大力推行改土归流，即由中央政府选派有一定任期的流官直接管理少数民族地区的政务，“改流之法，计擒为上策，兵剿为下策，令其投献为上策，敕令投献为下策。”，“制苗之法，固应恩威并用”。广顺长寨土司向官兵挑衅，竟遭到清軍毁灭性的打击，设长寨厅（今贵州省长顺县）。
雍正八年（1730年），镇沅流官刘起元贪婪无度，乌蒙土目禄万福在乌蒙镇发动兵变，刘起元逃至荔枝河被杀，滇黔蜀三行省接壤处的土司群起响应。鄂尔泰下令士兵穷追严剿，“分兵穷搜，务获得魁，尽屠丑类”，镇压之時，將所有的土司戮殺殆盡；最後招民垦种，“给予田地、耕牛、谷种，俾得各安其业”。至乾隆初年（1736年），会泽“民夷商贾，四方辐辏，食货浩穰”。
改土归流涉及的地区和民族有滇、黔、桂、蜀、湘、鄂省的苗族、彝族、布依族、侗族、白族、傣族等。实行改土归流之前，云南土司有47家。实行改土归流之后，不但以漢族為主導的中央集权的朝廷统治得到了加強，各少数民族的文化和政治地位被毀滅性地打擊，漢化也进一步加快。中華民國大陸時期，少数地区虽然还残存土司制度，其作用和影响也已大大削弱。中华人民共和国成立后，確立了民族區域自治制度，自此彻底废除土司制度。